# Holcocephala analis
Holcocephala analis là một loài ruồi trong họ Asilidae. Holcocephala analis được Macquart miêu tả năm 1846.